# Tafel Anatomie
Tafel Anatomie (Tafel Anatomie?) è il secondo album in studio della rock band visual kei giapponese D, ed è stato pubblicato il 18 ottobre 2006 dall'etichetta indie GOD CHILD RECORDS.
Esistono due edizioni dell'album: una speciale limitata con cofanetto cartonato, custodia digipack e photobook esclusivo, ed una normale con copertina variata e custodia jewel case pubblicata solo un mese dopo la prima edizione, il 22 novembre 2006.

## Tracce
Tutti i brani sono parole e musica di ASAGI, tranne dove indicato.

Dopo il titolo è indicata fra parentesi "()" la grafia originale del titolo.
1. Phantom pain (Phantom pain?) - 5:50
2. Fanfare (Fanfare?) - 4:12
3. Taiyō wo okuru hi (太陽を葬る日?) - 5:08
4. Leukocyte (Leukocyte?) - 4:26 (ASAGI - Tsunehito)
5. Calling me (Calling me?) - 4:22
6. Card (Card?) - 4:25 (ASAGI - Ruiza)
7. Aoi kajitsu (青い果実?) - 5:27
8. Humanoid (Humanoid?) - 4:27 (ASAGI - Ruiza)
9. Glow in the sun (Glow in the sun?) - 5:09
10. Eguru shōdō (抉る衝動?) - 4:39 (ASAGI - Ruiza)

## Singoli
- 03/08/2006 - Taiyō wo okuru hi

## Formazione
- ASAGI - voce
- Ruiza - chitarra elettrica ed acustica
- HIDE-ZOU - chitarra elettrica
- Tsunehito - basso
- HIROKI - batteria